# Kim Seong-soo
Kim Seong-soo (coreeană 김성수, hanja 金性洙; n. 28 august 1891 — d. 4 iunie 1955) a fost un politician, jurnalist, profesor și activist coreean, al doilea vicepreședinte al Coreei de Sud între 1951 și 1952. Convertit la catolicism, Kim Seong-soo și-a luat numele de botez de Baoro.